# Навијачице (филм)
Навијачице (енгл. Poms) америчка је филмска комедија из 2019. године, у режији Заре Хејз, по сценарију Шејна Аткинсона. Главне улоге глуме: Дајана Китон, Џеки Вивер, Пем Грир, Силија Вестон и Рија Перлман. Прати групу жена из заједнице пензионера које одлучују да оснују чирлидерски тим.
Приказан је 10. маја 2019. године у САД, односно 29. августа у Србији. Добио је углавном негативне рецензије критичара и зарадио више од 16 милиона долара широм света.

## Радња
Говори о женама које формирају групу чирлидера у њиховој пензионерској заједници и тиме показују да никада није касно за остварење снова. Марта (Дајана Китон) је жена која прва покреће групу заједно с колегиницама Шерил (Џеки Вивер), Олив (Пем Грир) и Алис (Рија Перлман).

## Улоге
| Глумац           | Улога   |
| ---------------- | ------- |
| Дајана Китон     | Марта   |
| Џеки Вивер       | Шерил   |
| Рија Перлман     | Алис    |
| Алиша Бо         | Клои    |
| Чарли Тахан      | Бен     |
| Силија Вестон    | Вики    |
| Пем Грир         | Олив    |
| Филис Самервил   | Хелен   |
| Керол Сатон      | Руби    |
| Џини Макол       | Евелин  |
| Патриша Френч    | Филис   |
| Брус Макгил      | Карл    |
| Дејв Малдоналдо  | Том     |
| Афемо Омилами    | Дејвид  |
| Александра Фикен | Пејџ    |
| Шерон Блеквуд    | Гејл    |
| Карен Беверли    | Барбара |
| Стив Крут        | Ејс     |